# 鄭瑛棨
鄭瑛棨（？—1878年），原名瑛桂，号蘭坡，内务府漢軍正白旗人，奉天鐵嶺（今屬遼寧）人，清朝官员。

## 生平
道光初年，擔任內務府候補筆帖式。道光九年，任筆帖式。道光二十二年，任堂委署主事。道光二十六年，署河南衛輝府知府；次年，署河南南陽府知府。道光二十八年，任河南彰德府知府。道光三十年，署河南開封府知府。咸豐元年，任河南開封府知府。咸豐元年，任開歸陳許道。咸豐四年，任河南糧儲鹽法道、長蘆鹽運使。咸豐五年，任河南布政使。咸豐九年，改河南巡撫，署河東河道總督。咸豐十年，降陝西按察使，不久升陜西布政使。咸豐十一年，任陝西巡撫。同治二年，以事革职。同治八年，任內務府員外郎。次年，授头等侍卫，改科布多參贊大臣。光緒二年，任山西按察使、署山西布政使。
富收藏，喜为诗书画。任职河南时，与河南学政俞樾共事并多有书信交往（载《俞樾函札辑证》，2014）。

## 家庭
- 子鄭文煥、鄭文炳、词人鄭文焯、鄭文炘。